# Campeonato Panamericano de Judo de 2021
El XLVI Campeonato Panamericano de Judo se celebró en Guadalajara (México) entre el 15 y el 16 de abril de 2021 bajo la organización de la Confederación Panamericana de Judo.
En total se disputaron catorce pruebas diferentes, siete masculinas y siete femeninas.

## Resultados

### Masculino
| Evento  | Oro                                      | Plata                      | Bronce                                                            |
| ------- | ---------------------------------------- | -------------------------- | ----------------------------------------------------------------- |
| –60 kg  | Lenin Preciado · Ecuador                 | Steven Morocho · Ecuador   | Moisés Rosado · México · Dilmer Calle · Perú                      |
| –66 kg  | Willian Lima · Brasil                    | Orlando Polanco · Cuba     | Juan Postigos · Perú · Wander Mateo · República Dominicana        |
| –73 kg  | Magdiel Estrada · Cuba                   | Alonso Wong · Perú         | Gilberto Cardoso · México · Julián Sancho · Costa Rica            |
| –81 kg  | Guilherme Schimidt · Brasil              | Emmanuel Lucenti Argentina | Medickson del Orbe · República Dominicana · Samuel Ayala · México |
| –90 kg  | Robert Florentino · República Dominicana | Rafael Macedo · Brasil     | Yuta Galarreta · Perú · Francisco Balanta · Colombia              |
| –100 kg | Kyle Reyes · Canadá                      | Thomas Briceño · Chile     | Leonardo Gonçalves · Brasil · Nathaniel Keeve · Estados Unidos    |
| +100 kg | Rafael Carlos da Silva · Brasil          | David Moura · Brasil       | Sergio del Sol · México · Freddy Figueroa · Ecuador               |

### Femenino
| Evento | Oro                      | Plata                           | Bronce                                                                |
| ------ | ------------------------ | ------------------------------- | --------------------------------------------------------------------- |
| –48 kg | Mary Dee Vargas · Chile  | Gabriela Chibana · Brasil       | Nathália Brígida · Brasil · Luz Peña · Ecuador                        |
| –52 kg | Larissa Pimenta · Brasil | Angelica Delgado Estados Unidos | Kristine Jiménez · Panamá · Katelyn Bouyssou-Jarrell · Estados Unidos |
| –57 kg | Arnaes Odelín · Cuba     | Ketelyn Nascimento · Brasil     | Kelly Taylor Deguchi · Canadá · Jéssica Pereira · Brasil              |
| –63 kg | Ketleyn Quadros · Brasil | Prisca Awiti · México           | Alisha Galles · Estados Unidos · Estefanía García · Ecuador           |
| –70 kg | Ellen Santana · Brasil   | Celinda Corozo · Ecuador        | Chantal Wright Estados Unidos                                         |
| –78 kg | Vanessa Chalá · Ecuador  | Kaliema Antomarchi · Cuba       | Karen León · Venezuela · Nefeli Papadakis · Estados Unidos            |
| +78 kg | Beatriz Souza · Brasil   | Nina Cutro-Kelly Estados Unidos | Melissa Mojica · Puerto Rico · Priscila Martínez · México             |

## Medallero
| Núm. | País                 | Oro | Plata | Bronce | Total |
| ---- | -------------------- | --- | ----- | ------ | ----- |
| 1    | Brasil               | 7   | 4     | 3      | 14    |
| 2    | Ecuador              | 2   | 2     | 3      | 7     |
| 3    | Cuba                 | 2   | 2     | 0      | 4     |
| 4    | Chile                | 1   | 1     | 0      | 2     |
| 5    | República Dominicana | 1   | 0     | 2      | 3     |
| 6    | Canadá               | 1   | 0     | 1      | 2     |
| 7    | Estados Unidos       | 0   | 2     | 5      | 7     |
| 8    | México               | 0   | 1     | 5      | 6     |
| 9    | Perú                 | 0   | 1     | 3      | 4     |
| 10   | Argentina            | 0   | 1     | 0      | 1     |
| 11   | Colombia             | 0   | 0     | 1      | 1     |
| 11   | Costa Rica           | 0   | 0     | 1      | 1     |
| 11   | Panamá               | 0   | 0     | 1      | 1     |
| 11   | Puerto Rico          | 0   | 0     | 1      | 1     |
| 11   | Venezuela            | 0   | 0     | 1      | 1     |
|      | TOTAL                | 14  | 14    | 27     | 55    |